# 가엘 비지리마나
가엘 비지리마나(Gaël Bigirimana, 키룬디어 발음: [gaˈeːl βiɟirimˈaːnˌaː], 1993년 10월 22일 ~ )는 부룬디의 축구 선수이다. 현재 NIFL 프리미어십의 글렌토런 FC에서 뛰고 있다.
주로 중앙 미드필더로 뛰지만 과거 수비수로 뛴 경험이 있기 때문에 수비적인 역할도 소화가 가능하다. 어린 나이로 코번트리 시티에서 데뷔해 28경기를 소화하였는데, 플레이 스타일이 마이클 에시엔과 유사하다는 평을 받기도 했다.

## 클럽 경력

### 코번트리 시티
2004년 우간다에서 잉글랜드로 이주한 그는 코번트리 시티 유소년 팀 입단 테스트에 지원하여 합격한다. 2011년 여름 정식으로 프로 계약을 맺고, 1군 스쿼드에 등록되었다. 2011년 8월 8일 레스터 시티와의 경기에서 데뷔하였으며, 90분 모두 소화하였다. 이후 28경기에 출장하며 좋은 모습을 보인 그는 쟁쟁한 경쟁자들을 제치고 2011-12 시즌 풋볼 리그 챔피언십 유망주상을 수상하였다.

### 뉴캐슬 유나이티드
2012년 7월 6일 프리미어리그의 뉴캐슬 유나이티드와 5년 계약을 맺었다. 2012년 8월 23일 UEFA 유로파리그 플레이오프 아트로미토스와의 원정 경기에서 뉴캐슬에서의 첫 경기를 치렀고, 얼마 뒤 열린 애스턴 빌라와의 홈 경기에서 부상 당한 대니 심슨을 대신하여 출장하면서 프리미어리그 무대를 밟게 되었다. 그리고 2012년 12월 3일 위건 애슬레틱과의 경기에서 데뷔골을 터뜨리며 프리미어리그에서 골을 기록한 최초의 부룬디인이 되었다.

## 참고 문헌
1. ↑  (영어) “Coventry's boy from Burundi”. BBC 스포츠. 2012년 3월 12일. 2013년 1월 23일에 확인함.
2. ↑  (영어) “Coventry 0-1 Leicester”. BBC 스포츠. 2011년 8월 6일. 2013년 1월 23일에 확인함.
3. ↑  (영어) “Top award for Coventry City starlet Gael Bigirimana”. 코번트리 텔레그라프. 2012년 3월 12일. 2013년 1월 23일에 확인함.
4. ↑  (영어) “Bigirimana Joins Newcastle”. 뉴캐슬 유나이티드 공식 웹사이트. 2012년 3월 12일. 2013년 1월 23일에 확인함.
5. ↑  (영어) “Newcastle 3-0 Wigan”. BBC 스포츠. 2012년 12월 3일. 2013년 1월 23일에 확인함.